# 더 스타디움 앳 더 ESPN 와일드 월드 오브 스포츠 콤플렉스
더 스타디움 앳 더 ESPN 와일드 월드 오브 스포츠 콤플렉스(The Stadium at the ESPN Wide World of Sports)는 미국 플로리다주 키시미에 위치한 야구장이다. MLB 애틀랜타 브레이브스의 스프링 트레이닝 장소이다.